# Хоменко Надія Костянтинівна
Наді́я Костянти́нівна Хоме́нко (30 серпня 1912, Київ — 1987) — українська поетеса і прозаїк.

## Біографія
Її батько був інженером-будівельником. Навчалась у Київському та Лубенському педінститутах. Працювала слюсарем, учителькою, завідувала бібліотекою, по тому — була на редакційній та видавничій роботі. Друкуватись почала 1930 року.

## Творчість
- Збірки поезій:
  - «Джерело радости» (1950),
  - «Дружба сердець» (1955),
  - «Шумлять сади полтавські» (1956),
  - «Невидима скрипка» (1972),
  - «Кумачеве слово» (1979);
- повісті:
  - «Повість про любов» (1957),
  - «Ходить щастя недалечко» (1960),
  - «Медяні роси» (1968);
- роман «Люби мене» (1963),
- кілька збірок оповідань.